# آلبرتو ریورا پیزارو
آلبرتو ریورا پیزارو (انگلیسی: Alberto Rivera Pizarro؛ زادهٔ ۱۶ فوریهٔ ۱۹۷۸) یک بازیکن فوتبال اهل اسپانیا است.
از باشگاه‌هایی که در آن بازی کرده‌است می‌توان به باشگاه فوتبال رئال مادرید، اسپورتینگ گیخون، نومانسیا، المپیک مارسی، رئال مادرید کاستیا، باشگاه فوتبال رئال مادرید سی، رئال بتیس، الچه و باشگاه فوتبال لوانته اشاره کرد.